# 菲加里
菲加里（法語：Figari，法語發音：[fiɡaʁi]）是法国南科西嘉省的一个市镇，属于萨尔泰讷区。

## 地理
菲加里（41°29'17"N, 9°7'46"E）面积100.22 平方千米，位于法国南科西嘉省，该省份位于科西嘉南部，后者为地中海西部的一座岛屿，也是法国的一个单一领土集体，位于法国大陆部分的东南面，意大利半島的西面，最临近的地块是撒丁岛。
与菲加里接壤的市镇（或旧市镇、城区）包括：博尼法乔、莱维、皮亚诺托利-卡尔达雷洛、索塔。

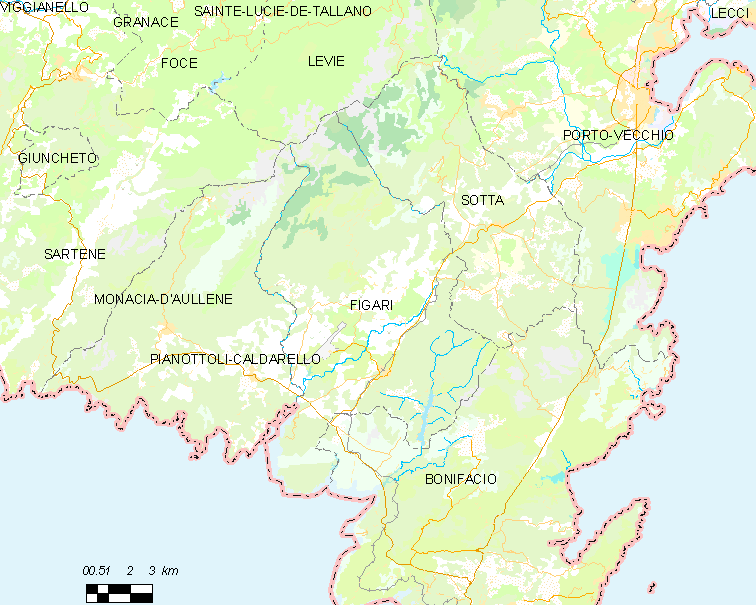
菲加里的OSM定位图

菲加里的时区为UTC+01:00、UTC+02:00（夏令时）。

## 行政
菲加里的邮政编码为20114，INSEE市镇编码为2A114。

## 政治
菲加里所属的省级选区为大南部县。

## 人口

1962-2008年间菲加里人口变化图示

菲加里于2022年1月1日时的人口数量为1742人。